# Almadén
Almadén (spanskt uttal: [almaˈðen]) är en ort och kommun i provinsen Ciudad Real i den autonoma regionen Kastilien-La Mancha i centrala Spanien. Orten ligger cirka 81,5 kilometer sydväst om Ciudad Real. Kommunen har 4 902 invånare (2024), på en yta av 239,64 km².
I Almadén finns en numera nedlagd kvicksilvergruva som var aktiv sedan antiken. Sedan 2012 är den en del av världsarvet Kvicksilvrets kulturarv tillsammans med Idrija i Slovenien.